# Rivière Delestres
Rivière Delestres är ett vattendrag i Kanada.   Det ligger i provinsen Québec, i den sydöstra delen av landet, 400 km norr om huvudstaden Ottawa.
I omgivningarna runt Rivière Delestres växer i huvudsak blandskog. Trakten runt Rivière Delestres är nära nog obefolkad, med mindre än två invånare per kvadratkilometer.